# 윤건용
윤건용(尹建鏞)은 일제강점기의 지방행정 관료이다.

## 생애
대한제국 말기인 1910년 초에 탁지부 임시재원조사국에서 판임관 4등의 주사로 근무하며 재무서 주사를 겸했던 실무 관리였다. 그해 한일 병합 조약이 체결되면서 조선총독부로 소속이 이동되었다.
총독부 군서기로 발령받아 경상남도의 삼가군, 거창군, 충청남도 대전군에서 차례로 근무하였으며, 1922년에는 행정 체계가 개편되어 충청남도 군속이 되었다. 충남 군속으로 대전군, 서천군, 당진군에서 재직하였고, 총독부 전매국 전주전매지국의 예산출장소 근무를 겸했다.
1931년에 고등관 7등으로 충남 서산군 군수가 되어 승진하였다. 서산군수로 재직 중이던 1933년에 훈6등 서보장을 수여받는 등 1936년을 기준으로 정6위 훈6등에 서위되어 있었다. 1935년에 총독부가 시정 25주년을 기념하여 표창한 표창자 명단에도 들어 있다.
2008년 민족문제연구소가 발표한 친일인명사전 수록예정자 명단 중 관료 부문에 포함되었다.

## 같이 보기
- 민족문제연구소의 친일인명사전 수록자 명단 - 관료

## 참고자료
- 윤건용(尹建鏞) - 국사편찬위원회